# Adrián Martínez Vara
Adrián Martínez Vara, más conocido como Adri, (Ferrol, 3 de octubre de 1986) es un jugador de fútbol sala español que juega de ala en O Parrulo Ferrol de la Segunda División de fútbol sala.

## Clubes
| Club             | País   | Año       |
| ---------------- | ------ | --------- |
| O Parrulo Ferrol | España | 1999-2005 |
| Azkar Lugo       | España | 2005-2011 |
| ElPozo Murcia    | España | 2011-2016 |
| MFK KPRF         | Rusia  | 2016-2018 |
| O Parrulo Ferrol | España | 2018-Act. |

## Palmarés

### Títulos nacionales
| Título              | Club          | País   | Año  |
| ------------------- | ------------- | ------ | ---- |
| Supercopa de España | ElPozo Murcia | España | 2012 |
| Supercopa de España | ElPozo Murcia | España | 2014 |
| Copa del Rey        | ElPozo Murcia | España | 2016 |

### Títulos internacionales
| Título           | Club (*)   | Sede   | Año  |
| ---------------- | ---------- | ------ | ---- |
| Recopa de Europa | Azkar Lugo | España | 2006 |

(*) Incluyendo la selección.